# Bay Air Aviation
Bay Air Aviation (kurz Bay Air, registriert als Nomad Aviation) ist eine namibische Fluggesellschaft mit Sitz in Walvis Bay und Basis auf dem Flughafen Eros.

## Geschichte
Bay Air Aviation wurde 1993 gegründet und ist seitdem als Charterunternehmen im Linien- und Sonderflugbetrieb tätig. 2014 gründete die Muttergesellschaft Nomad Aviation zusammen mit dem maurititischen Unternehmen Flyafrica die Fluggesellschaft Namibia flyafrica.

## Geschäftsbereiche
- Linienflüge: Unter dem Namen CityLink wurde bis Ende 2008 acht Jahre lang der Linienbetrieb von Windhoek-Eros nach Walvis Bay sowie Johannesburg durchgeführt. Am 14. Oktober 2010 gab Bay Air bekannt, dass sie die Ende September 2010 von Air Namibia eingestellte Strecke von Windhoek über Walvis Bay nach Lüderitz ab 25. Oktober 2010 unter gleichem Namen betreibt. Ab Ende 2012 wurde Walvis Bay von Windhoek-Eros vier Mal die Woche angeflogen, Lüderitz wurde direkt von Eros einmal wöchentlich bedient. 2014 wurden alle Linienflüge eingestellt.
- Charterflüge unter dem Namen Air Charter
- Luftfrachtflüge
- Sonder-, Hilfs- und Rettungsflüge
- Luftbild- und Forschungsflüge

## Flotte

### Aktuelle Flotte
Mit Stand Mai 2023 besteht die Flotte der Bay Air aus sechs Flugzeugen:
| Flugzeugtyp                | aktiv | bestellt | Anmerkungen                           |
| -------------------------- | ----- | -------- | ------------------------------------- |
| Cessna 210                 | 3     |          |                                       |
| Cessna CE-500 (CITATION I) | 1     |          |                                       |
| Mitsubishi Mu-2B-60        | 2     |          | Passagierflugzeug oder Frachtflugzeug |
| Gesamt                     | 6     |          |                                       |

### Ehemalige Flugzeugtypen
- Beechcraft 1900C
- Cessna 402
- Cessna 406
- Piper PA-34 Seneca